# اندیس کوه چشمه زبری
کوه چشمه زبری یک اندیس غیرفلزی است که در حوالی شهر ابیز استان خراسان قرار دارد و مادهٔ معدنی موجود در آن، باریت است.  